# Мечеть Арба-Рукун
Мечеть Арба-Рукун (араб.  أربع روكون‎) — мечеть в городе Могадишо в Сомали.

## История
Мечеть Арба-Рукун — одно из старейших зданий в столице Сомали Могадишо. Она была построена по приказу первого султана Могадишо Хусра ибн Мубарака аль-Ширази (Хусрау ибн Мухаммеда) в XIII веке, одновременно с мечетью Факра ад-Дина. Строительство было начато около 1261, а закончено в 1268 году. Надпись, свидетельствующая об этом, находится в мечети.

## Описание
Мечеть Арба-Рукун Мечеть расположена между кварталами Хамара Вейна и Шейха Мумина в столице Сомали. Представляет собой компактное прямоугольное здание с массивным минаретом, возвышающимся над молитвенным залом. Фасад имеет три дверных проема, окруженных плитами из панельного мрамора.